# ضد ذاتي

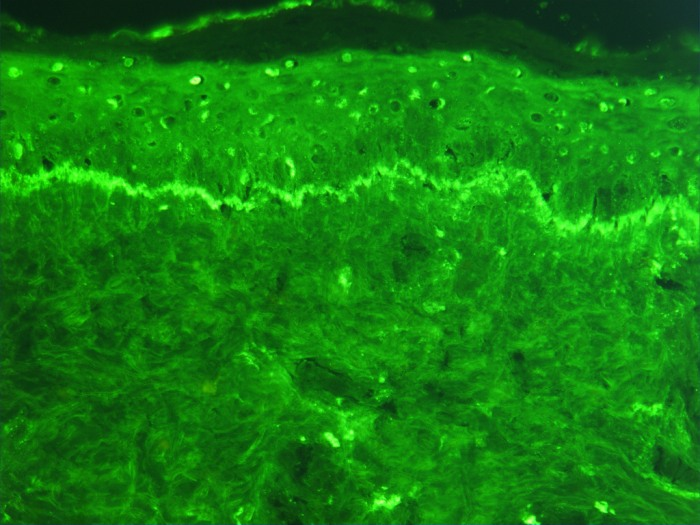

الضد الذاتي أو الجسم المضاد الذاتي (بالإنجليزية: Autoantibody) هو جسم مضاد (وهو نوع من البروتين) التي ينتجها الجهاز المناعي الموجه ضد واحد أو أكثر من البروتينات الفرد الخاصة. العديد من أمراض المناعة الذاتية (وخاصة الذئبة الحمامية) تكون ناجمة عن مثل هذه الأجسام المضادة.

## الإنتاج
تتولى الخلايا البائية مهمة إنتاج الأجسام المضادة عبر إحدى الطرقتين: (i) عشوائيًا و(ii) استجابة لبروتين أو مادة أجنبية داخل الجسم. في البداية، تنتج إحدى الخلايا البائية نوع محدد واحد من الأجسام المضادة. في كلا الحالتين، يمكن للخلية البائية التكاثر أو الموت عبر العملية المسماة الخبن النسيلي. يستطيع الجهاز المناعي عادة التعرف على البروتينات، والخلايا والنسج السليمة الخاصة بالجسم وتجاهلها، ما يكبح حدوث ردود الفعل المفرطة على المواد غير الخطرة في البيئة، مثل الأطعمة. يتوقف الجهاز المناعي أحيانًا عن التعرف على واحدة أو أكثر من مكونات الجسم ويفشل في اعتبارها جزءًا من «الذات»، ما يؤدي إلى إنتاج الأضداد الذاتية المرضية. تلعب الأضداد الذاتية أيضًا دورًا غير مرضي في بعض الحالات؛ على سبيل المثال، قد تساعد الجسم على تدمير السرطانات والقضاء على نواتج الفضلات. يمثل دور الأضداد الذاتية في الوظيفة المناعية الطبيعية أيضًا موضوح بحث علمي.

## الأمراض
يعتمد نوع الاضطراب أو المرض المناعي الناشئ ومقدار التخريب الذي يلحقه بالجسم على الأجهزة والأعضاء المستهدفة بواسطة الأضداد الذاتية إلى جانب شدتها. تتميز الاضطرابات الناشئة عن الأضداد الذاتية الخاصة بعضو محدد، أي تلك المستهدفة لعضو محدد بشكل رئيسي، (مثل الغدة الدرقية في داء غريفز والتهاب الغدة الدرقية لهاشيموتو) بسهولة تشخيصها في غالبية الحالات نظرًا إلى تظاهراتها المتكررة المتعلقة بالعضو المصاب. تتميز الاضطرابات الناجمة عن الأضداد الذاتية الجهازية بالمراوغة. على الرغم من ندرة الاضطرابات المناعية الذاتية المرتبطة، تُعد العلامات والأعراض التي تسببها شائعة نسبيًا. قد تشمل الأعراض كلًا من: الألم المفصلي العائد إلى التهاب المفاصل، والإعياء، والحمى، والطفح، وأعراض الزكام أو الحساسية، وخسارة الوزن وضعف العضلات. تشمل الحالات المرضية المرافقة الالتهاب الوعائي المتمثل في التهاب الأوعية الدموية وفقر الدم. تختلف الأعراض من شخص لآخر، وتختلف بمرور الوقت وبالاعتماد على العضو المصاب، حتى في حال نشوء هذه الأعراض من حالة مناعة ذاتية جهازية محددة، إذ قد تتراجع الأعراض أو تتفاقم بشكل غير متوقع. بالإضافة إلى ذلك، يجب النظر في إمكانية امتلاك الشخص لأكثر من ضد ذاتي واحد، ما يؤدي إلى إصابته بأكثر من اضطراب مناعي ذاتي و/أو إصابته باضطراب مناعي ذاتي دون القدرة على تحديد مستوى الأضداد الذاتية، ما يعقد بدوره وضع التشخيص. يبدأ تشخيص الاضطرابات المتعلقة بالأضداد الذاتية الجهازية بتسجيل التاريخ الطبي المتكامل وإجراء الفحص البدني الشامل. بناءً على علامات المريض وأعراضه، قد يطلب الطبيب إجراء دراسة تشخيصية واحدة أو أكثر للمساعدة في تحديد مرض معين. كقاعدة عامة، ينبغي جمع المعلومات من مصادر عديدة، عوضًا عن العمل مع فحوصات مخبر وحيد، بهدف وضع التشخيص الدقيق للاضطرابات المتعلقة بالأضداد الذاتية الجهازية. قد تشمل هذه الفحوصات كلًا مما يلي:
- التحاليل الدموية من أجل كشف الالتهاب، والأضداد الذاتية وإصابة العضو.
- الفحص بالأشعة السينية وغيرها من فحوصات التصوير من أجل الكشف عن التغيرات العظمية، والمفصلية والعضوية.
- الخزعات من أجل الكشف عن التغيرات المرضية في العينات النسيجية.